# Dolichoprosopus
Dolichoprosopus is een kevergeslacht uit de familie van de boktorren (Cerambycidae). De wetenschappelijke naam van het geslacht werd voor het eerst geldig gepubliceerd in 1881 door Ritsema.

## Soorten
Dolichoprosopus omvat de volgende soorten:
- Dolichoprosopus incensus (Pascoe, 1866)
- Dolichoprosopus lethalis (Pascoe, 1866)
- Dolichoprosopus philippinensis Breuning, 1980
- Dolichoprosopus rondoni Breuning, 1965
- Dolichoprosopus sameshimai Ohbayashi N., 2001
- Dolichoprosopus yokoyamai (Gressitt, 1937)